# Tommy Lapid
Yosef (Tommy) Lapid (Hebreeuws: יוסף (טומי) לפיד) geboren als Tomislav Lampel, (Novi Sad (destijds Joegoslavië, nu Servië), 27 december 1931 - Tel Aviv, 1 juni 2008) was een Israëlische journalist, columnist, publicist, tv-persoonlijkheid, amateurschaker, (sport)bestuurder en politicus. Hij was jarenlang leider van de liberale partij Shinui en van 2003 tot 2004 minister van Justitie en vicepremier in het kabinet-Sharon II.

## Biografie
Lapid was een bekende persoonlijkheid in Israël, vooral als panellid van een populaire televisieshow. Als politicus zette hij zich af tegen de macht en invloed van het orthodox jodendom, in het bijzonder die van charedische politieke partijen in Israël.
Lapid, een Hongaarse Jood, overleefde de Holocaust (tijdens de Tweede Wereldoorlog zat hij een tijd in het getto van Boedapest), een ervaring die zijn politieke visies beïnvloedde, vooral op het gebied van buitenlandse zaken. Hij emigreerde in 1948 naar Israël, woonde in Tel Aviv, was gehuwd met schrijfster Shulamit Lapid en had drie kinderen, waaronder Yair Lapid, een bekend tv-presentator en columnist, die begin 2012 met het door hem opgerichte Yesh Atid de politiek inging en na een daverende verkiezingszege een jaar later, in maart 2013 minister van Financiën in het nieuwe kabinet-Netanyahu III is geworden.
Lapid sr. was tot zijn dood voorzitter van de raad van bestuur van Yad Vashem, een positie die aansloot op zijn persoonlijke ervaringen tijdens de Holocaust. Lapid stierf op 76-jarige leeftijd als gevolg van kanker.

### Journalistieke carrière
Lapid studeerde rechten aan de Universiteit van Tel Aviv. Als fervent amateurschaker was hij voorzitter van de Israëlische schaakbond. Hij was tevens directeur van de Israel Broadcasting Authority. Lapid was journalist bij Maariv en redactielid van de krant. Hij schreef vooral publicistische artikelen, humor en satire. Toen de krant in handen kwam van de Britse mediamagnaat Robert Maxwell, fungeerde Lapid korte tijd als directeur van een Hongaarse krant in de Maxwell-groep.
Lapid was een van de drie panelleden van het indertijd in Israël zeer populaire programma "Politica" (oorspronkelijk "Popolitica"), op het Eerste Net. Het programma was een rondetafelgesprek met politici en andere gasten, één gespreksleider (Dan Margalit), drie panelleden, in het bijzijn van publiek. Politici kwamen in het programma meestal zwaar onder vuur te liggen, terwijl de kijkers zich vooral met de retoriek van de panelleden konden vereenzelvigen. De andere twee panelleden waren journalist Amnon Dankner, inmiddels hoofdredacteur van Maariv, en rabbijn/journalist Israël Eichler, inmiddels ook lid van de Knesset voor Verenigd Thora-jodendom.
Lapid schreef meer dan tien boeken, waaronder een populaire gids voor Israëlische toeristen in Europa.

### Politieke carrière
Lapid werd gevraagd de leiding over de Shinui-partij over te nemen. De partij was al jaren een fractie in Meretz en stapte met één zetel uit dat verband, dat samen zou smelten. De leider van Shinui sinds diens oprichting was Amnon Rubinstein en bleef in Meretz en stapte uit Shinui. Nummer twee en de nieuwe partijleider Avraham Poraz, die op zetelverlies stond, gaf het leiderschap op ten bate van de populaire Lapid. Een parlementslid van de rechtse, afbrokkelende partij Tsomet sloot zich bij Shinui aan.
Lapid voerde een persoonlijke, antiklerikale campagne en won in 1999 met Shinui tegen de verwachtingen in zes zetels (van de 120 in de Knesset). Ariel Sharon vormde een regering met de Arbeidspartij en Lapid en zijn partij voerden oppositie.
In de algemene verkiezingen van 2003 behaalde de partij 15 zetels en werd daarmee de derde fractie van het parlement. Nu trad Shinui toe tot een coalitie zonder de ultraorthodoxe partijen. Hij werd minister van justitie en vicepremier. Op zijn eis werd het ministerie van religieuze zaken opgeheven en de religieuze rechtbanken ondergebracht in zijn ministerie.
In december 2004 stemden Lapid en Shinui tegen de begroting voor 2005. Reden was dat er extra budget voor instellingen gelieerd aan het Verenigd Thora-Jodendom in het budget zaten. Sharon en de minister van financiën, Benjamin Netanyahu, gingen met deze partij een ad-hoccoalitie om het budget door de Knesset te voeren, omdat bij de eigen partij Likoed en coalitiepartij NRP een groot aantal dissidenten tegen het plan-Sharon voor de terugtrekking uit Gaza zitten, die tegen het budget dreigden te stemmen. Direct na de stemming werden alle vijf de ministers van Shinui uit de regering ontslagen.
Na een tijd in de oppositie, werd hij bijna verslagen als lijsttrekker. Zijn nummer twee, Poraz, verliet Shinui nadat hij zijn een-na-hoogste plaats op de lijst had verloren aan Ron Lewenthal, een gemeenteraadslid in Tel Aviv. Hierop richtte Poraz met de Knessetleden van Shinui Hetz op. Lapid steunde de nieuwe partij tijdens de verkiezingen, maar stelde zich niet verkiesbaar voor de Knesset. Zowel Shinui met Lewenthal als Hetz van Poraz haalden de kiesdrempel niet.